# Carex gracillima
Carex gracillima là một loài thực vật có hoa trong họ Cói. Loài này được Schwein. mô tả khoa học đầu tiên năm 1824.

## Hình ảnh

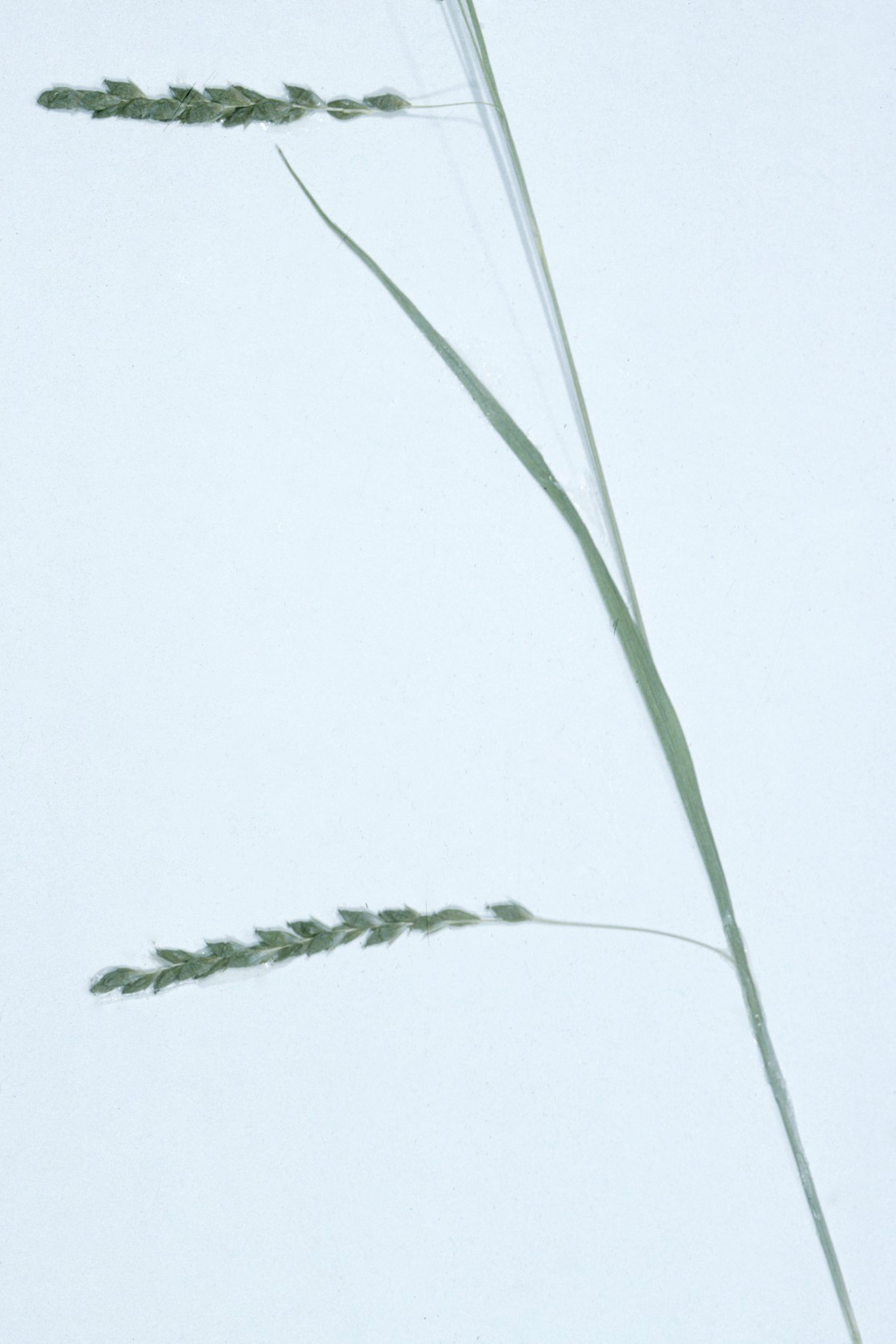